# 今泉源吉
今泉 源吉（いまいずみ げんきち、1891年 - 1969年）は、日本の法律家、キリスト教伝道者。福音同志会の中央委員・日本基督教団中渋谷教会（日本基督教会）長老牧師を務めた。母の今泉みねは蘭学の家として知られる桂川家出身。母に回想録『名ごりの夢』口述を勧め、自らも『蘭学の家桂川の人々』を著した。

## 生涯
佐賀藩出身の検事今泉利春と今泉みねの三男として生まれる。東京帝国大学法学部を卒業。植村正久の後継者高倉徳太郎の神学を受け入れ、その協力者となり、「福音と現代」の発行を助けた。
1935年に月刊誌『みくに』を発行し、みくに運動を展開した。第二次世界大戦においては戦争協力の姿勢を示し、「キリストにより日本の国体を明らかにする」「皇国の使命を認識して、之をたすけることが最も神のみこころにかなうのである。」「大東亜戦争はユダヤ禍から世界を救う聖戦」と主張して、賀川豊彦を批判する。1943年に『みくに』を廃刊する。
死の2年前に『クリスチャン新聞』のインタビューに答え、1968年6月16日号に掲載された。

## 家族
- 母の今泉みねは、桂川国興の娘。母の回想録「名ごりの夢」は、源吉の勧めで口述が始められ、雑誌『みくに』に1935年から1937年まで連載された。桂川家の史料は、みねを通じて源吉が引き継いだ。戦後『蘭学の家桂川の人々』全3巻を著している。源吉死後の1988年、桂川家の史料は今泉家から早稲田大学に寄贈されて「桂川今泉文庫」となった。
- 父の今泉利春（1845-1894）は元佐賀藩士。歌人の今泉満春（露磨）の長男として生まれ、副島種臣の兄・枝吉神陽の門下として1870年に佐賀藩少参事となり、伊万里県権典事を経て免官、大隈重信邸に寄宿し、1972年に司法省九等出仕、みねと結婚[1][2]。明治六年政変で1974年に辞職して佐賀の乱に関わり、東京で情報係を務めたとして検挙される[1][2]。ともに司法省を辞めた元同僚の有馬純雄、大東義徹、大屋祐義、佐久間長敬らと1975年に銀座煉瓦街で訴訟代言の会社を始め、西南戦争後に会社は解散するも代言人を続け、1886年に副島の勧めで検事に転じ、各地に赴任ののち、1894年に鹿児島裁判所検事正として種子島の監獄を視察の際に赤痢に感染し、病没した[1]。

## 著書
- 宗教団体法案と基督教会（日本基督教会対宗教団体法案特別委員会）
- 日支事変と思想戦（松野重正と共著 みくに会 1937年）
- 先駆九十年美山貫一と其時代（みくに社 1942年）
- 蘭学の家桂川の人々（篠崎書林 1965年）
- 蘭学の家桂川の人々 続編（篠崎書林 1968年）
- 桂川の人々 最終篇（篠崎書林 1969年）